# スウィング・アウト・シスター〈結成30周年記念ベスト〉
『スウィング・アウト・シスター〈結成30周年記念ベスト〉』（The Essential Swing Out Sister、スウィング・アウト・シスター けっせい30しゅうねんきねんベスト）は、2014年8月27日にリリースされたスウィング・アウト・シスターのベスト・アルバム。発売元はユニバーサルミュージック。

## 概要
「フォーエヴァー・ブルー」の新録ヴァージョンに加え、日本盤ボーナストラックとして「あなたにいてほしい」を収録。

## 収録曲
| #   | タイトル                                                                           | 作詞 | 作曲・編曲 | 時間 |
| --- | ---------------------------------------------------------------------------------- | ---- | ---------- | ---- |
| 1.  | 「ブレイクアウト」                                                                 |      |            | 3:47 |
| 2.  | 「サレンダー」                                                                     |      |            | 3:55 |
| 3.  | 「トワイライト・ワールド（スパーブ・スパーブ・ミックス）」                         |      |            | 6:29 |
| 4.  | 「フールド・バイ・ア・スマイル」                                                   |      |            | 4:06 |
| 5.  | 「ホエア・イン・ザ・ワールド」                                                     |      |            | 5:34 |
| 6.  | 「ウェイティング・ゲーム」                                                         |      |            | 4:16 |
| 7.  | 「ユー・オン・マイ・マインド」                                                     |      |            | 3:32 |
| 8.  | 「ラ・ラ・ミーンズ・アイ・ラヴ・ユー」                                             |      |            | 3:58 |
| 9.  | 「セイム・ガール」                                                                 |      |            | 4:07 |
| 10. | 「ノット・ゴナ・チェンジ（フランキー・ナックルズ・クラシック・クラブ・ミックス）」 |      |            | 7:23 |
| 11. | 「プレシャス・ワーズ」                                                             |      |            | 4:14 |
| 12. | 「ヘヴン・オンリー・ノウズ」                                                       |      |            | 4:08 |
| 13. | 「ウォーターズ・オブ・マーチ（with akiko）（シングル・エディット）」               |      |            | 4:09 |
| 14. | 「サムホエア・ディープ・イン・ザ・ナイト」                                         |      |            | 4:30 |
| 15. | 「フォーエヴァー・ブルー（ビックバンド・ヴァージョン）」                           |      |            | 2:47 |
| 16. | 「ラヴ・ウォント・レット・ユー・ダウン」                                           |      |            | 4:20 |
| 17. | 「風のささやき」                                                                   |      |            | 3:04 |
| 18. | 「あなたにいてほしい（オリジナル・シングル・ミックス）」                           |      |            | 4:43 |